# Stockholm (film)
Stockholm (benämnd The Captor i vissa länder) är en kriminalkomedi-dramafilm från 2018 skriven, producerad och regisserad av Robert Budreau. I huvudrollerna ses Ethan Hawke, Noomi Rapace, Mark Strong, Christopher Heyerdahl, Bea Santos och Thorbjørn Harr. Filmen hade premiär på Tribeca Film Festival den 19 april 2018 och släpptes den 12 april 2019 av Smith Global Media. Filmen är löst baserad på den sanna historien om gisslandramat på Norrmalmstorg 1973.